# Tour chinoise de Munich
La tour chinoise du jardin anglais de Munich est une construction en bois de style pagode chinoise. Elle a été construite en 1789/1790 par Johann Baptist Lechner suivant les plans de Joseph Frey. La tour de 25 mètres de haut a une forme polygonale, est composée de 5 étages, avec un diamètre allant de 19 mètres en bas jusqu'à 6 mètres en haut. Les différents étages sont reliés par un escalier en colimaçon. Chaque étage a un toit ondulant auquel pendent des cloches dorées.

## Histoire et description
Le modèle de la tour chinoise de Munich était la « grande pagode » du Jardin botanique de Kew Gardens à Londres, qui est elle-même une copie d'une pagode en porcelaine dans un jardin d'un empereur chinois. C'est un bel exemple du triomphe de la mode chinoise en Europe au XVIIIe siècle, les années de la chinoiserie.
La tour chinoise de Munich a brûlé à plusieurs reprises, la dernière fois en juillet 1944 lors de la Seconde Guerre mondiale. Elle a été méticuleusement reconstruite en 1952. La tour est entourée d'un Biergarten de 7 000 places, le deuxième plus grand de Munich.

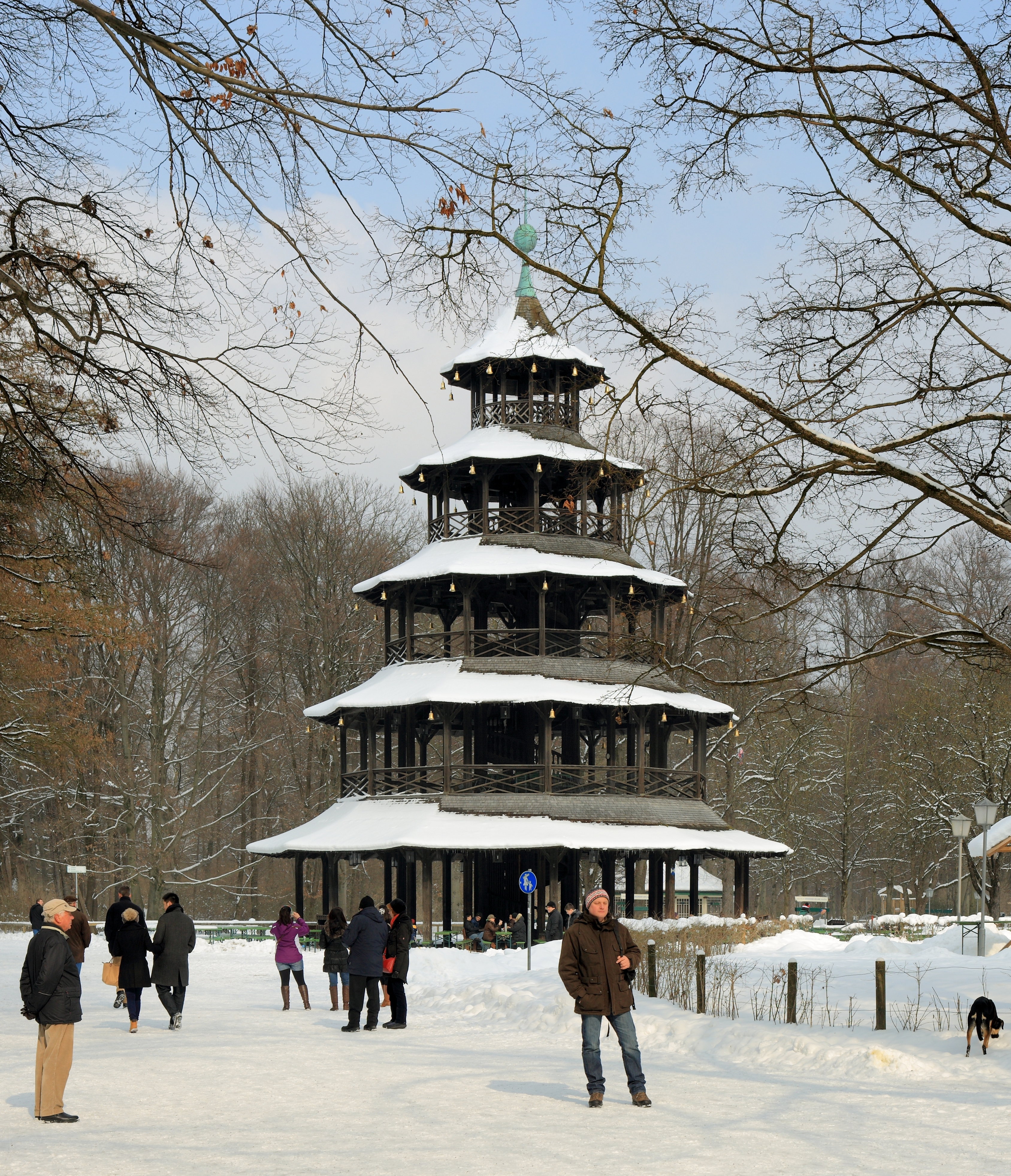
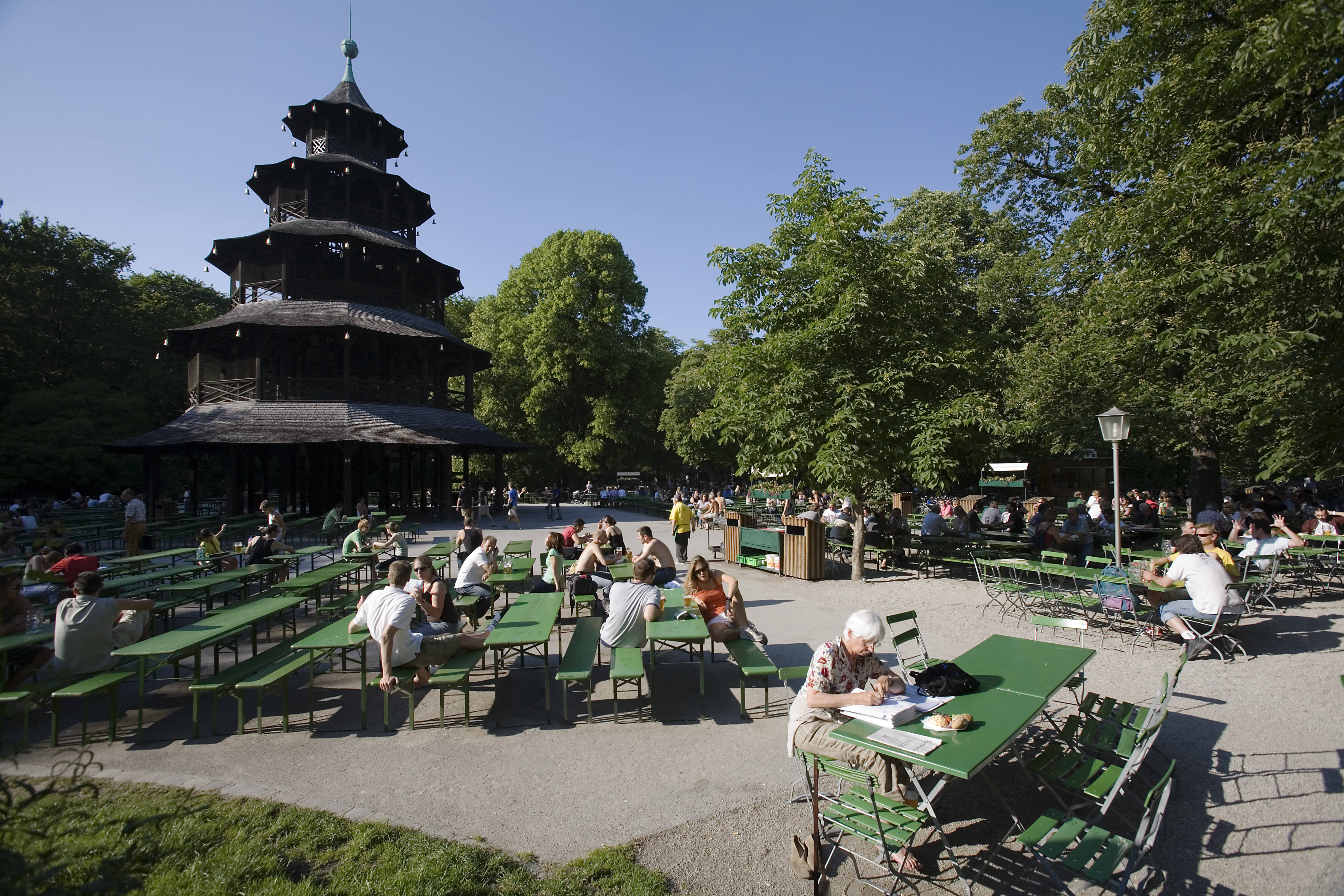
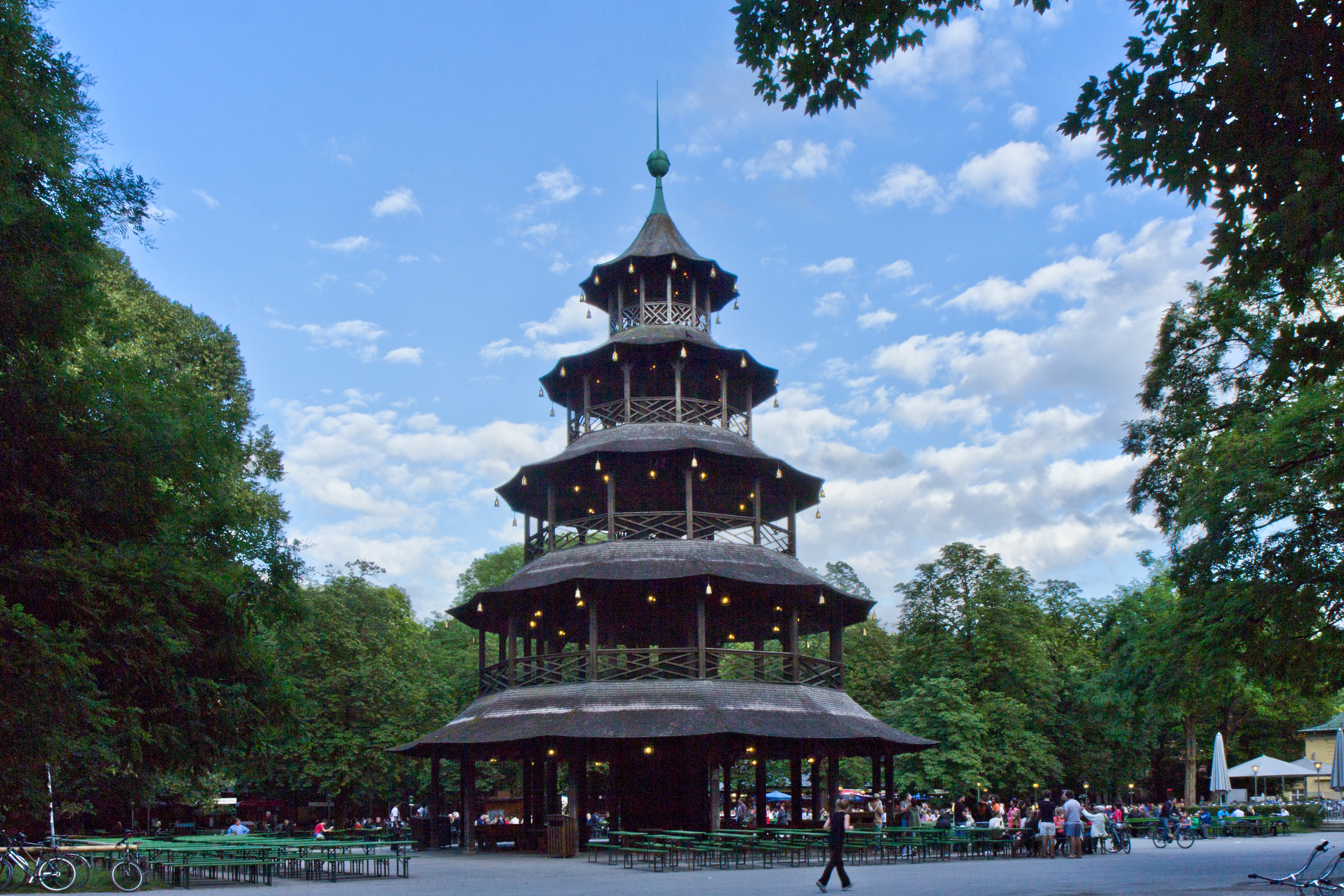
La tour chinoise dans le jardin anglais
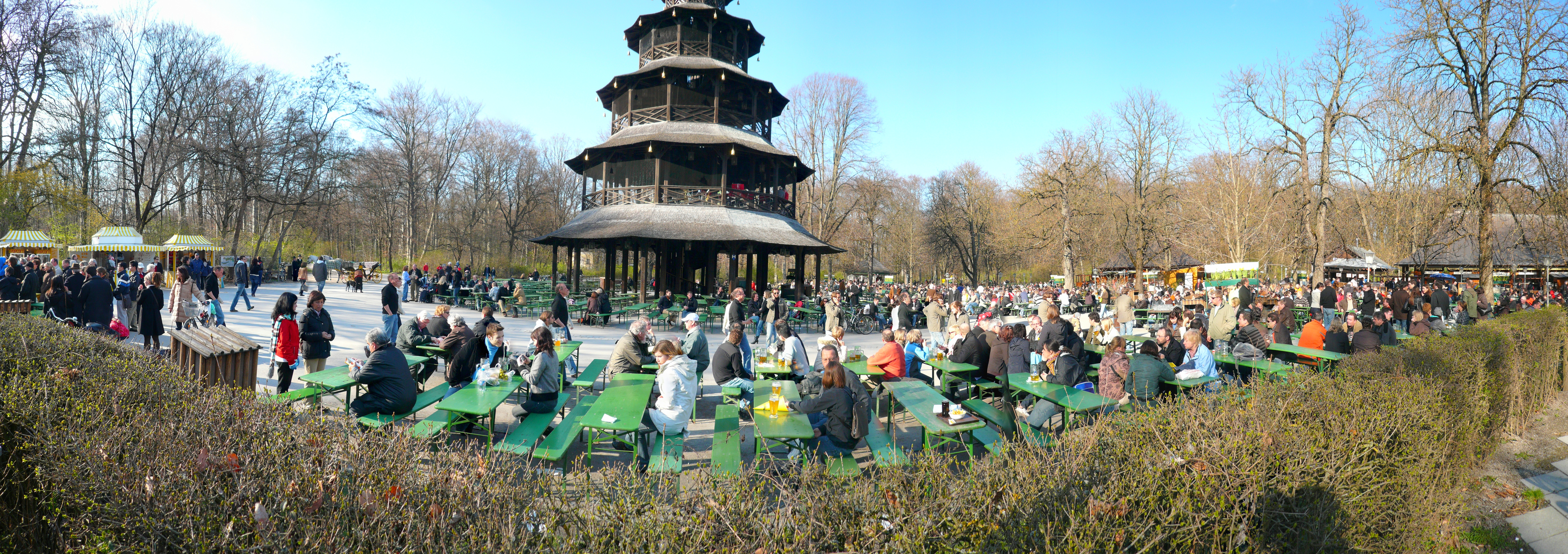

## Autres projets
- Wikimedia Commons contient des images ou des liens sur Tour Chinoise